# 1-金刚烷醇
1-金刚烷醇（英語：1-adamantanol，或称为金刚烷-1-醇）化学式C10H16O 是一种金刚烷衍生的叔醇，常温常压下为白色固体，不溶于水，熔点大于240摄氏度。